# شیره‌خوار سینه‌سرخ
شیره‌خوار سینه‌سرخ (نام علمی: Sphyrapicus ruber) نام یک گونه از سرده شیره‌خوار است.